# La Ville-du-Bois
La Ville-du-Bois ist eine französische Stadt mit 8140 Einwohnern (Stand 1. Januar 2022) im Département Essonne in der Region Île-de-France.

## Geografie
Die Stadt ist circa 27 Kilometer vom Stadtzentrum von Paris entfernt. Die nächstliegenden Gemeinden sind Nozay, Montlhéry und Longpont-sur-Orge.

## Einwohnerentwicklung
| Jahr      | 1962 | 1968 | 1975 | 1982 | 1990 | 1999 | 2006 |
| Einwohner | 2052 | 2594 | 3334 | 4067 | 5404 | 5901 | 6825 |

## Politik
Seit Juni 1995 hat Jean-Pierre Meur (DVD) das Amt des Bürgermeisters inne. Zuletzt wurde er für die Amtszeit von 2020 bis 2026 wiedergewählt.

## Wirtschaft
Im Norden liegt das Centre Commercial de La-Ville-du-Bois, ein großes Einkaufszentrum. Die Arbeitslosenquote in der Stadt liegt bei ungefähr 7 Prozent.

## Verkehr
Die Hauptverkehrsader ist die vierspurige Route nationale 20 (N 20), die nach Norden ins Stadtzentrum der Hauptstadt Paris führt. In der Nähe liegt die Autobahn A 10 (L’Aquitaine).

## Städtepartnerschaften
- Tirschenreuth, Deutschland (seit 2001)